# Fernando Corbató
Fernando José Corbató (Oakland, California, 1 de julio de 1926-Newburyport, Massachusetts, 12 de julio de 2019) fue científico de la computación estadounidense, pionero en el desarrollo de los sistemas operativos de tiempo compartido.

## Biografía
Hijo de Hermenegildo Corbató, profesor de literatura española, oriundo de la localidad española de Villarreal, y Charlotte Corbató (de soltera Charlotte Carella Jensen). En 1930, cuando su padre fue fichado por la UCLA, la familia se trasladó al completo a Los Ángeles.
Corbató recibió su licenciatura por el Instituto de Tecnología de California en 1950, y se doctoró en física por el Instituto de Tecnología de Massachusetts en 1956. Al graduarse, se unió al Centro de Computación del MIT, consiguiendo plaza de profesor en 1965, y permaneciendo en su plaza hasta retirarse.
Corbató es la primera persona que se tiene constancia que usara contraseñas para proteger el acceso a ficheros en sistemas informáticos, aunque posteriormente reconoció que habían dejado de ser la mejor estrategia.
En el apartado más personal, sus conocidos lo llamaban «Corby».

### Sistema compatible de tiempo compartido
El primer sistema de tiempo compartido en el que trabajó fue conocido como el sistema compatible de tiempo compartido, en el MIT. Se trataba de una versión temprana de otra presentada en 1961. La experiencia adquirida le llevó a otro proyecto, Multics, continuado por Honeywell. Aunque Multics no fue verdaderamente exitoso comercialmente, inspiró a Ken Thompson para desarrollar Unix, su descendiente directo, que aún en 2006 continúa en uso en amplios ámbitos. Además, también sirvió de modelo para todo diseño subsiguiente de sistemas operativos.
Corbató es conocido por la «Ley de Corbató», que establece que
El número de líneas de código que un programador puede escribir en un período es el mismo independientemente del lenguaje usado.
La consecuencia es que es necesario el uso de abstracciones de alto nivel para construir sistemas de software complejos.

## Premios y galardones
Entre otros galardones, recibió el Premio Turing de la ACM en 1990 «por su trabajo organizando los conceptos y liderando el desarrollo de las computadoras de tiempo y recursos compartidos, a gran escala y para propósito general».

## Publicaciones
- F. J. Corbató, M. M. Daggett, R. C. Daley, An Experimental Time-Sharing System (IFIPS 1962) es una buena descripción del SCTC
- F. J. Corbató (editor), The Compatible Time-Sharing System: A Programmer's Guide (M.I.T. Press, 1963)
- F. J. Corbató, V. A. Vyssotsky, Introduction and Overview of the Multics System (AFIPS 1965)
- F. J. Corbató, PL/I As a Tool for System Programming (Datamation, 6 de mayo de 1969)
- F. J. Corbató, C. T. Clingen, J. H. Saltzer, Multics -- The First Seven Years (AFIPS, 1972) excelente informe sobre Multics tras un considerable tiempo en uso
- F. J. Corbató, C. T. Clingen, A Managerial View of the Multics System Development (Conference on Research Directions in Software Technology, Providence, Rhode Island, 1977) es una mirada fascinante a lo que fue dirigir un desarrollo de software tan grande
- F. J. Corbató, On Building Systems That Will Fail (discurso de aceptación del Premio Turing, 1991)